# Ruined King: A League of Legends Story
Ruined King: A League of Legends Story – turowa gra fabularna wyprodukowana przez Airship Syndicate, a wydana przez należące do Riot Games przedsiębiorstwo Riot Forge na platformy Microsoft Windows, PlayStation 4, Nintendo Switch i Xbox One w 2021 roku. Gra jest spin-offem League of Legends i rozgrywa się w wykreowanym na jej potrzeby uniwersum. 
Początkowo gra została zapowiedziana w 2019 roku podczas obchodów 10. rocznicy League of Legends, jednak prace nad grą zostały opóźnione w wyniku pandemii COVID-19. Data premiery nie została podana przez producenta i wydawcę, dopóki nie trafiła do sprzedaży 16 listopada 2021 r. Wydano ją na platformy Microsoft Windows, PlayStation 4, Nintendo Switch i Xbox One. Produkcja jest kompatybilna również z PlayStation 5 i Xbox Series X/S.

## Fabuła
Akcja tytułu rozgrywa się w dwóch miejscach – tętniącym życiem mieście-porcie pirackim Bilgewater oraz na przeklętych Wyspach Cienia, gdzie wskrzeszony zostaje tytułowy Zniszczony Król – Viego. 
Gracz ma do dyspozycji grupę sześciu bohaterów znanych z League of Legends (łowczyni nagród Miss Fortune, kapłanki Illaoi, awanturnika o wielkim sercu Brauma, harpunnika-zabójcę Pyke'a, samuraja Yasuo i pół-kobiety – pół-lisicy Ahri). 
Ich celem staje się powstrzymanie mrocznej siły zwanej Czarną Mgłą, która zagraża portowi.

## Odbiór
Gra spotkała się w większości z pozytywnym odbiorem krytyków, uzyskując średnią ocen 82/100 według Metacritica, 75/100 według PCGamera oraz 8 według IGN-Polska. Recenzenci porównywali grę z poprzednim tytułem studia – Battle Chasers: Nightwar. Za pozytywne aspekty uznano turowy system walki, rozbudowany system rozwoju postaci oraz interesujące przerywniki komiksowe oraz oprawę graficzną.